# A Happening in Central Park
A Happening in Central Park – album koncertowy Barbry Streisand, wydany w 1968 roku. Zawiera zapis koncertu, który odbył się w poprzednim roku w nowojorskim Central Parku dla 135-tysięcznej publiczności i był emitowany na żywo w telewizji.
Płyta dotarła do miejsca 30. na liście sprzedaży w USA i otrzymała tam certyfikat złotej.

## Lista utworów
| 1.  | „I Can’t See It”                                                                              | 2:58  |
|     |                                                                                               |       |
| 2.  | „Love Is Like a New Born Child”                                                               | 2:55  |
|     |                                                                                               |       |
| 3.  | „Folk Monologue”/„Value”                                                                      | 4:45  |
|     |                                                                                               |       |
| 4.  | „Cry Me a River”                                                                              | 3:05  |
|     |                                                                                               |       |
| 5.  | „People”                                                                                      | 4:43  |
|     |                                                                                               |       |
| 6.  | „He Touched Me”                                                                               | 3:07  |
|     |                                                                                               |       |
| 7.  | „Marty the Martian”/ „The Sound of Music”/ „Mississippi Mud”/ „Santa Claus Is Comin’ to Town” | 2:40  |
|     |                                                                                               |       |
| 8.  | „Natural Sounds”                                                                              | 3:08  |
|     |                                                                                               |       |
| 9.  | „Second Hand Rose”                                                                            | 3:01  |
|     |                                                                                               |       |
| 10. | „Sleep in Heavenly Peace (Silent Night)”                                                      | 3:34  |
|     |                                                                                               |       |
| 11. | „Happy Days Are Here Again”                                                                   | 3:19  |
|     |                                                                                               |       |
|     |                                                                                               | 37:15 |
|     |                                                                                               |       |

## Notowania
| Kraj                              | Pozycja |
| --------------------------------- | ------- |
| Kanada                            | 19      |
| Stany Zjednoczone (Billboard 200) | 30      |

## Certyfikaty
| Kraj                     | Certyfikat  |
| ------------------------ | ----------- |
| Stany Zjednoczone (RIAA) | złota płyta |